# Национальный состав населения России в 2010 году
Всероссийская перепись населения 2010 года насчитала всего 142 856 536 человек, из которых национальность указали 137 227 107 человек (96,06 %) .
5 629 429 человек либо своей национальности не указали, либо сведения по ним были получены из административных источников (3,94 %).
66 938 назвали национальность, не указанную в основном списке, из которых в обновлённом расширенном перечне из 66 648 лиц «других национальностей» опубликованы данные по 49 139 жителям, а 17 509 человек отнесены в категорию «лица других национальностей (не перечисленных выше)» .

## Алфавитный список национальностей с указанием численности
| # А Б В Г Д Е Ё Ж З И К Л М Н О П Р С Т У Ф Х Ц Ч Ш Щ Э Ю Я |

## А
- Абазины (абаза, ашхаруа, ашхарцы, тапанта, шегреи, шкарауа) — 43 341
- Абхазы (абжуйцы, апсуа, бзыбцы) — 11 249
- Аварцы (аварал, маарулал, тляратинцы, андийцы, андал, андии, гванал, кваннал, куаннал, арчинцы, арчи, арчиб, аршиштиб, ахвахцы, ахвалал, ашвалъ, ашватл, багулалы, багвалалы, багвалинцы, багулав, гантляло, кванадинцы, кванадлетцы, тлибишинцы, тлиссинцы, бежтинцы, бежитинцы, капучины, хванал, ботлихцы, буйхади, гинухцы, гъинухъес, гьенози, годоберинцы, гибдиди, ибдиди, гунзибцы, гунзал, нахада, хунзалис, хунзалы, дидойцы, цезы, цунтинцы, каратинцы, анчихцы, кирди, тукитинцы, тиндалы, идари, идери, тиндии, тиндинцы, хваршины, акьилько, атлилько, инхокваринцы, хвайнинцы, хваршал, хваршинцы, хуани, чамалалы, урухцы, чамалали, чамали, чамалинцы) — 912 090
  - Андийцы (андал, андии, гванал, кваннал, куаннал) — 11 789
  - Арчинцы (арчи, арчиб, аршиштиб) — 12
  - Ахвахцы (ахвалал, ашвалъ, ашватл) — 7930
  - Багулалы (багвалалы, багвалинцы, багулав, гантляло, кванадинцы, кванадлетцы, тлибишинцы, тлиссинцы) — 5
  - Бежтинцы (бежитинцы, капучины, хванал) — 5958
  - Ботлихцы (буйхади) — 3508
  - Гинухцы (гъинухъес, гьенози) — 443
  - Годоберинцы (гибдиди, ибдиди) — 427
  - Гунзибцы (гунзал, нахада, хунзалис, хунзалы) — 918
  - Дидойцы (цезы, цунтинцы) — 11 683
  - Каратинцы (анчихцы, кирди, тукитинцы) — 4787
  - Тиндалы (идари, идери, тиндии, тиндинцы) — 635
  - Хваршины (акьилько, атлилько, инхокваринцы, хвайнинцы, хваршал, хваршинцы, хуани) — 527
  - Чамалалы (урухцы, чамалали, чамали, чамалинцы) — 24
- Австралийцы — в категории «другие национальности» — 127
- Австрийцы (эстеррайхер) — в категории «другие национальности» — 302
- Агулы (агул шуй, агулар, агульцы) — 34 160
- Адыгейцы (абадзехи, адыге, адыги, адыгэ, бесленеевцы (с языком адыгейским), бжедуги, кемгуи, мамхеги, махмеги, махмеговцы, темиргоевцы) — 124 835
- Азербайджанцы (азербайджанлы, азербайджанлылар, азери, айрумы, бакинцы, башлайски, дашкесанцы, евлахцы, имишлинцы, карабахцы, карапапахи, лерикцы, мингечаурцы, татребы, терекеме, тюрк (с языком азербайджанским), шамхорцы) — 603 070
- Айны (айну) — в категории «другие национальности» — 109
- Албанцы (арнауты, косовцы, шкипетары, шкиптар) — в категории «другие национальности» — 248
- Алеуты (ангагинас, сасигнан, унан’ах, унанган) — 482
- Алтайцы (алмат, алтай, алтай-кижи, ара, байлагас, богускан, джунгары, ёлёт, ёлюк, иркит, казах кыпчак, кергил, кёбёк, кёёжё, кипчак (с языком алтайским), комдош, кооболы, кыпчак (с языком алтайским), кюзен, майман, майминцы, мерет, меркит, модор, моол, мундус, найман, ойрат, ойрот, ойроты, оочы, оргончы, саал, сагал, сойон, сойоны, танды, тёёлёс, тёрбёт, тогус, тодош, тонжоон, тумат, тьабак, тьабыр, тьалан, тьарык, тьетисары, тьетитас, тьытас, тюс, чагат, чапты, чор, чорос, шор (с языком алтайским), юлюп, теленгиты, алмат (с языком теленгитским), алтай (с языком теленгитским), алтай-теленгит, алтай-телёс, алтайцы-теленгиты, йытас, кёбёк (с языком теленгитским), кергил (с языком теленгитским), кыпчак (с языком теленгитским), мундус (с языком теленгитским), оргончы (с языком теленгитским), саал (с языком теленгитским), сойон (с языком теленгитским), тёёлёс (с языком теленгитским), теленит, телёс, телесы, тодош (с языком теленгитским), тьабак (с языком теленгитским), чагат (с языком теленгитским), тубалары, алтай (с языком тубаларским), алтай-туба, алтайцы-тубалары, йыш-кижи, комдош (с языком тубаларским), комнош, кюзен (с языком тубаларским), тадар (с языком тубаларским), тадарлар (с языком тубаларским), тастар, тивер, тогус (с языком тубаларским), тоон, туба, туба-кижи, тубинцы, тьалан (с языком тубаларским), тьарык (с языком тубаларским), тьус, чаат, чагат (с языком тубаларским), челканцы, ак паш, аксак, алтай (с языком челканским), алтайцы-чалканцы, алтайцы-челканцы, алыйан, бардыйак, кара тювен, кертен, кёрюкейлер, кожо, колчач, коргунак, куу-кижи, кызыл кёс, кюзен (с языком челканским), ньондукой, похтарак, серт, тевичи, тьазол, тьарты, тьеткыр, чалканду, чалканцы, шакшылык, шалганныг, шалганы, шалканду) — 74 238
  - Теленгиты (алмат (с языком теленгитским), алтай (с языком теленгитским), алтай-теленгит, алтай-телёс, алтайцы-теленгиты, йытас, кёбёк (с языком теленгитским), кергил (с языком теленгитским), кыпчак (с языком теленгитским), мундус (с языком теленгитским), оргончы (с языком теленгитским), саал (с языком теленгитским), сойон (с языком теленгитским), тёёлёс (с языком теленгитским), теленит, телёс, телесы, тодош (с языком теленгитским), тьабак (с языком теленгитским), чагат (с языком теленгитским) — 3712
  - Тубалары, алтай (с языком тубаларским), алтай-туба, алтайцы-тубалары, йыш-кижи, комдош (с языком тубаларским), комнош, кюзен (с языком тубаларским), тадар (с языком тубаларским), тадарлар (с языком тубаларским), тастар, тивер, тогус (с языком тубаларским), тоон, туба, туба-кижи, тубинцы, тьалан (с языком тубаларским), тьарык (с языком тубаларским), тьус, чаат, чагат (с языком тубаларским) — 1965
  - Челканцы (ак паш, аксак, алтай (с языком челканским), алтайцы-чалканцы, алтайцы-челканцы, алыйан, бардыйак, кара тювен, кертен, кёрюкейлер, кожо, колчач, коргунак, куу-кижи, кызыл кёс, кюзен (с языком челканским), ньондукой, похтарак, серт, тевичи, тьазол, тьарты, тьеткыр, чалканду, чалканцы, шакшылык, шалганныг, шалганы, шалканду) — 1181
- Американцы (афроамериканцы, гавайцы, нутка) — 1572
- Ангольцы (луандийцы) — в категории «другие национальности» — 457
- Арабы (алжирцы, арабы алжирцы, арабы Объединённых Арабских Эмиратов, арабы палестинцы, арабы сирийцы, аравийцы, аравим, бахарна, бахрейнцы, египтяне, иорданцы, иракцы, йеменцы, катарцы, кувейтцы, ливанцы, ливийцы, мавританцы, марокканцы, оманцы, палестинцы, саудовцы, сирийцы, тунисцы) — 9583
- Арабы среднеазиатские (араби) — в категории «другие национальности» —
- Аргентинцы — в категории «другие национальности» — 65
- Армяне (амшенские армяне, амшенцы, армяне-таты, армянские таты, армянские цыгане, боша, джаникци, донские армяне, крымские армяне, тат (с языком армянским), таты (с языком армянским), таты-армяне, франк, хай, хамшенци, хамшены, черкесогаи, горские армяне, черкесармяне, черкесские армяне) — 1 182 388
  - Черкесогаи (горские армяне, черкесармяне, черкесские армяне) — 6
- Ассирийцы (айсоры, арамеи, асори, ассурайя, атурая, сурайя, халдеи) — 11 084
- Афганцы (кабульцы, нуристанцы, патаны, пахтуны, пушту, пуштуны, хазарейцы) — 5350
- Африканцы (афро) — в категории «другие национальности» —

## Б
- Багамцы — в категории «другие национальности» —
- Балкарцы (баксанцы, безенгийцы, малкарцы, малкъарлы, малкъарлыла, таулу, хуламцы, чегемцы) — 112 924
- Бангладешцы (бангладеши, бенгали, бенгальцы) — 392
- Баски (баскогасконцы) — в категории «другие национальности» — 6
- Башкиры (башкиро-татары, башкирцы, башкиры-тептяри, башкорт, башкурт, бушман, гайна, гайнинцы, казаки (с языком башкирским), кипчак (с языком башкирским), кыпсак, кыпчак (с языком башкирским), мин, минские башкиры, татаро-башкиры (с языком башкирским), тептяри (с языком башкирским), юрматы, юрматынцы) — 1 584 554
- Белорусы (беларусы, берестейцы, берестяне, брестчане, брешуки, брещуки, бульбаши, витебские, гомельчане, гудовляне, гуды, ибуряги, литваки, литвины, литвяки, минчане, могилёвцы, могилевчане, мозыряне, мугулёвцы, оршанцы, пинчуки, полешуки, полещуки, полочане, поляки (с языком белорусским), тудовляне (с языком белорусским), чалдоны (с языком белорусским) — 521 443
- Бельгийцы (бельгийцы нидерландские, валлоны, фламандцы) — в категории «другие национальности» — 137
- Бенинцы (бенинцы йоруба, фон) — в категории «другие национальности» — 60
- Берберы (амацирги, имошаг, кабилы, туареги) — в категории «другие национальности» — 31
- Бесермяне (бесер, бесерман, бешермяне) — 2201
- Бирманцы (бамар, мьянма) — в категории «другие национальности» — 588
- Бисау-гвинейцы (папель) — в категории «другие национальности» — 10
- Болгары (рупаланы, рупци) — 24 038
- Боливийцы (аймара) — в категории «другие национальности» — 54
- Боснийцы (босанцы, боснийские мусульмане, боснийцы-мусульмане, босняки, бошняки, герцеговинцы) — 256
- Ботсванцы — в категории «другие национальности» — 16
- Бразильцы (индобразильцы) — в категории «другие национальности» — 266
- Британцы (англичане, валлийцы, уэльсцы, шотландцы) — 950
- Булгары (болгары (с языком татарским), болгары (с языком чувашским), болгары волжеские, болгары волжские, булгаро-аланы, булгаро-татары, булгаро-тюрки, булгары волжские, волго-камские болгары, волго-камские булгары, волжско-камские булгары, идель болгары, камские болгары, камские булгары, самарские болгары, семберские болгары, татаро-булгары) — в категории «другие национальности» — 1732
- Буркинабцы (буркинийцы, моси) — в категории «другие национальности» — 9
- Бурундийцы (бурундцы) — в категории «другие национальности» — 63
- Буряты (агинцы, аларцы, алуры, баргузинцы, баряат, баяд, буряад, гураны (с языком бурятским), кударинские (с языком бурятским), курымкане, сартулы, тангуты, хамниганы, хонгодоры, хоринцы, цонголы) — 461 389

## В
- Венгры (австро-венгры, мадьяр, мадьяры) — 2781
- Венесуэльцы — в категории «другие национальности» — 44
- Вепсы (бепся, вепся, людиникат, лююдилайне (с языком вепсским), чудь, чухари) — 5936
- Водь (вадьякко, вадьялайн, вожане) — 64
- Вьетнамцы (вьет ньгой, кинь, мео, таи, тхо) — 13 954

## Г
- Габонцы — в категории «другие национальности» — 13
- Гагаузы — 13 690
- Гаитяне — в категории «другие национальности» — 15
- Гамбийцы (касакийцы) — в категории «другие национальности» — 3
- Ганцы (эве) — в категории «другие национальности» — 190
- Гватемальцы (киче, ладинос) — в категории «другие национальности» — 11
- Гвинейцы (малинке, манден, мандинго) — в категории «другие национальности» — 320
- Голландцы (нидерландцы, фризы) — в категории «другие национальности» — 417
- Гондурасцы — в категории «другие национальности» — 5
- Горские евреи (горские, горские таты, губои, даг-чуфут, дагестанские евреи, дарбанди, джалганцы, джуур, джуфут, джухут, еуди, кайтоги, татские евреи, таты дагестанские, таты-иудаисты, чуфут, ширвони) — 762
- Греки (греки-ромеи, греки-эллины, грекос, понтиос, ромеи, ромеос, ромеюс, рум, румей, эллинос, эллины, греки-урумы, орум, урмей, урум) — 85 640
  - Греки-урумы, орум, урмей, урум — 1
- Грузинские евреи (эбраэли) — 78
- Грузины (гурийцы, имеретинцы, калхетинцы, картвели, кахетинцы, кутаисцы, рачинцы, хевсуры, аджарцы, аджарели, грузины-аджарцы, ингилойцы, ингилой, лазы, чаны, мегрелы, маргали, менгрелы, мингрелы, сваны) — 157 803
  - Аджарцы (аджарели, грузины-аджарцы) — 211
  - Ингилойцы (ингилой) — 98
  - Лазы (чаны) — 160
  - Мегрелы (маргали, менгрелы, мингрелы) — 600
  - Сваны — 45

## Д
- Дагестанцы (буйнакцы, махачкалинцы, цумадинцы) — в категории «другие национальности» — 21 462
- Даргинцы (губденцы, дарган, дарганти, урахинцы, урбуган, кайтагцы, кайтаги, кара-кайтаги, хайдаг, хайдаклан, хайдакъан, хайдакъанти, кубачинцы, пугбуг, угбуг, угбуган, угбуганти) — 589 386
  - Кайтагцы (кайтаги, кара-кайтаги, хайдаг, хайдаклан, хайдакъан, хайдакъанти) — 7
  - Кубачинцы (пугбуг, угбуг, угбуган, угбуганти) — 120
- Датчане — в категории «другие национальности» — 66
- Дауры (дахорцы) — в категории «другие национальности» — 14
- Джекцы (джеки) — в категории «другие национальности» — 1
- Джибутинцы — в категории «другие национальности» — 1
- Долганы (долган, дулган, саха (с языком долганским), талабайцы) — 7885
- Доминиканцы — в категории «другие национальности» — 16
- Дунгане (лао хуйхуй, хуй, хуйцзу) — 1651

## Е
- Евреи (ашкеназ, егуди, еудим, ехуди, ехудим, идн, исраэль) — 156 801
- Езиды (езды, иезиды, йезиды, курды-езиды, эзды) — 40 586

## З
- Заирцы (бемба, киншасцы) — в категории «другие национальности» —
- Замбийцы — в категории «другие национальности» — 319
- Зимбабвийцы — в категории «другие национальности» — 40

## И
- Ижорцы (ижора, изури, ингрикот, ингры, инкери, карьяляйн) — 266
- Израильтяне (сабры) — в категории «другие национальности» — 76
- Ингуши (галга, галгаи, калгаи, карабулакцы, мелхи (с языком ингушским), орстхоевцы, орстхойцы, ортсхой, орцхо, эрштхой) — 444 833
- Индийцы (ассамцы, бихарцы, индийцы хиндиязычные, кашмирцы, сикхи, тамилнадцы, тамилы, тамильцы, хинди, хиндустанцы) — 4058
- Индонезийцы (балийцы, ниасцы, ниасы, сихуле) — в категории «другие национальности» — 88
- Ирландцы — в категории «другие национальности» — 123
- Исландцы — в категории «другие национальности» — 10
- Испанцы (галисийцы, кастильцы, каталонцы) — 1162
- Итальянцы (сицилийцы) — 1370
- Ительмены (ительмень, итэнмьи, камчадалы (с языком ительменским) — 3193

## К
- Кабардинцы (адыге (с языком кабардинским), адыги (с языком кабардинским), адыгэ (с языком кабардинским), кабардей) — 516 826
- Кабоверденцы — в категории «другие национальности» — 13
- Кавказцы — в категории «другие национальности» —
- Казахи (адай, аргын, берш, жагайбайлы, жаппас, калмаки (с языком казахским), керей, кипчак (с языком казахским), колбиты, кош-агачские казахи, крещёные казахи, кыпчак (с языком казахским), найман (с языком казахским), ногай (с языком казахским), степские казахи, табын, тама, торкара, туратинские казахи, уак, шекты) — 647 732
- Калмыки (болдыры, большие дэрбэты, бузавы, дербеты, дэрбеты, дюрбеты, казаки (с языком калмыцким), малые дэрбэты, ойраты, олёты, торгоуты, торгуты, хальмг, хойты, хошеуты, хошуты, элеты) — 183 372
- Камасинцы — в категории «другие национальности» — 2
- Камбоджийцы (кампучийцы, кхмеры) — в категории «другие национальности» — 88
- Камерунцы (бакоси, бамилике, бафут, фанг, шупамен) — в категории «другие национальности» — 266
- Камчадалы — 1927
- Канадцы — в категории «другие национальности» — 131
- Караимы (карай) — 205
- Каракалпаки (калпак, каролпак) — 1466
- Карачаевцы (карачай, карачайлы, карачайлыла) — 218 403
- Карелы (карьяла, карьялайзет, карьялани, лаппи, ливвикёй, ливвики, ливгиляйне, людики, лююдикёй, лююдилайне) — 60 815
- Кенийцы (кикуйю, масаи) — в категории «другие национальности» — 374
- Кереки (анкалгакку) — 4
- Кеты (асаны, богденцы, денг, дянь, енисейцы, земшаки, инбаки, кето, остяки) — 1219
  - Юги (ёгэн, юген) — 1
- Киприоты (греко-киприоты, турко-киприоты) — в категории «другие национальности» — 61
- Киргизы (катаган, катаганцы, кыргыз, чуйцы) — 103 422
- Кистины (кистинцы, кисты) — в категории «другие национальности» — 707
- Китайцы (мяо, тайванцы, тибетцы, хань, ханьжэнь, ханьцы, чжунго жэнь) — 28 943
- Колумбийцы (чибча) — в категории «другие национальности» — 136
- Коми (зыряне, зыряне-обдорцы, коми войтыр, коми йоз, коми морт, коми-зыряне, коми-обдор, удораса, удорцы, коми-ижемцы, ижемцы, изьватас) — 228 235
  - Коми-ижемцы, ижемцы, изьватас — 6420
- Коми-пермяки (зюздинцы, коми (с языком коми-пермяцким), коми морт (с языком коми-пермяцким), коми отир, коми-зюздинцы, коми-язьвинцы, пермяки, язьвинцы) — 94 456
- Коморцы — в категории «другие национальности» — 1
- Конголезцы (банту) — в категории «другие национальности» — 410
- Корейцы (корё сарам, хангук сарам, чосон сарам) — 153 156
- Коряки (апокваямыл’о, апукинцы, войкыпал’о, воямпольцы, каменцы, карагинцы, каран’ыныльо, нымыланы, нымылгын, чав-чыв, чавчу, чавчувены, алюторцы, алутальу, олюторцы, элутыл’у) — 7953
  - Алюторцы (алутальу, олюторцы, элутыл’у) —
- Костариканцы — в категории «другие национальности» — 16
- Котдивуарцы (джула, диула, дьюла, ивориан, ивуарцы) — в категории «другие национальности» — 79
- Крымские татары (крымцы, кърым татарлар, ногаи крымские, нугай татар, тат (с языком крымскотатарским) — 2449
- Крымчаки (евреи крымские) — 90
- Кубинцы — 676
- Кумандинцы (öре куманды, алтай (с языком кумандинским), алтай-куманды, алтайцы-кумандинцы, алтна куманды, алтына куманды, ёре-куманды, калар, карга, керсагал, кубанды, кувандыг, куманды, куманды-кижи, кюзен (с языком кумандинским), со, солу, тÿбере куманды, тубере куманды, табыска, тадар, тадар-кижи, тадарлар, тастар (с языком кумандинским), тёбере куманды, тонул, тоон (с языком кумандинским), чабат, чедвер, чедыбер, челей, шабат, шор (с языком кумандинским) — 2892
- Кумыки (кумук) — 503 060
- Курды (курд, курманч, батумские курды, батумский народ курманч, курдохемшилы, курмандж) — 23 232
  - Курманч (батумские курды, батумский народ курманч, курдохемшилы, курмандж) — 42

## Л
- Лакцы (вулугуни, лак, лаки, лаккучу, лакучу, тумал, яхолшу, яхулви) — 178 630
- Ланкийцы (сингалы, цейлонцы, шриланкийцы) — 326
- Лаосцы (лао) — в категории «другие национальности» — 96
- Латиноамериканцы (испаноамериканцы) — в категории «другие национальности» —
- Латыши (латвиетис, латвиеши, латвийцы, латгальцы, латгалиетис, латгалы) — 18 979
  - Латгальцы (латгалиетис, латгалы) — 1089
- Лезгины (ахтинцы, кюрегу, кюринцы, лезги, лезгияр) — 473 722
- Лесотцы — в категории «другие национальности» — 1
- Либерийцы (бакве, ваи) — в категории «другие национальности» — 1
- Литовцы (аукштайты, жемайты, летувис, летувник, летувяй, литваки (с языком литовским), литвины (с языком литовским), литвяки (с языком литовским) — 31 377
- Лихтенштейнцы (аллеманцы) — в категории «другие национальности» — 1
- Люксембуржцы — в категории «другие национальности» — 3

## М
- Маврикийцы — в категории «другие национальности» — 44
- Македонцы — 325
- Малавийцы — в категории «другие национальности» — 18
- Малагасийцы (мадагаскарцы, мальгаши) — в категории «другие национальности» — 37
- Малайцы (куалолумпурцы, малайзийцы) — в категории «другие национальности» — 1194
- Малийцы (бамбара, догоны, тимбуктийцы) — в категории «другие национальности» — 72
- Мальдивцы — в категории «другие национальности» — 33
- Манси (вогулы, меньдси, моансь, остяки (с языком мансийским) — 12 269
- Маньчжуры (манчжуры, маньджуры) — в категории «другие национальности» — 15
- Марийцы (мар, мари, марий, черемисы, чимари, горные марийцы, курык марий, лугово-восточные марийцы, ветлужские марийцы, восточные марийцы, вутла мари, кожла марий, лесные марийцы, луговые марийцы, олык марий, уральские марийцы) — 547 605
  - Горные марийцы (курык марий) — 23 559
  - Лугово-восточные марийцы (ветлужские марийцы, восточные марийцы, вутла мари, кожла марий, лесные марийцы, луговые марийцы, олык марий, уральские марийцы) — 218
- Мексиканцы — в категории «другие национальности» — 101
- Меланезийцы — в категории «другие национальности» —
- Метисы (полукровки, помесь, сложная национальность) — в категории «другие национальности» —
- Мозамбикцы — в категории «другие национальности» — 56
- Молдаване (бессарабцы, бессарабы, волохь, молдовень) — 156 400
- Монголы (халха, халха-монголы, халхасцы) — 2986
- Монегаски (монакцы, монигаски) — в категории «другие национальности» — 3
- Мордва (каратаи, мордвины, мордовцы, терюхане, мордва-мокша, мокша, мордва-эрзя, мордва-шокша, шокша, эрзя) — 744 237
  - Мордва-мокша (мокша) — 4767
  - Мордва-эрзя (мордва-шокша, шокша, эрзя) — 57 008
- Мулаты — в категории «другие национальности» —

## Н
- Нагайбаки (нагайбэклэр) — 8148
- Намибийцы (нама, нама-дамара, овамбо) — в категории «другие национальности» — 77
- Нанайцы (гольды, нанай, нани (с языком нанайским), самагиры) — 12 003
- Нацмены — в категории «другие национальности» —
- Нганасаны (авамские, ня, тавгийцы) — 862
- Негидальцы (амгун бэйенин, на бэйенин, негды, нигедальцы, нясихагил, элканбэйэ, элькан дэйнин) — 513
- Немцы (голендры, дейч, дойч, дойчен, русские немцы, саксонцы, швабы, меннониты, меннонитен, немцы-меннониты) — 394 138
  - Меннониты (меннонитен, немцы-меннониты) — 4
- Ненцы (не, ненач, ненэй ненэц, ненэйне, ненэчэ, нещанг, пян хасова, хандеяры) — 44 640
- Непальцы (непальцы индуисты) — в категории «другие национальности» — 211
- Нивхи (гиляки, нибах, нивах, нивух, нивхгу, ньигвнгун) — 4652
- Нигерийцы (йоруба, лагосцы, фульбе) — в категории «другие национальности» — 651
- Нигерцы — в категории «другие национальности» — 13
- Никарагуанцы — в категории «другие национальности» — 34
- Новогвинейцы (папуасы, папуасы хули, хули) — в категории «другие национальности» — 45
- Новозеландцы (маори) — в категории «другие национальности» — 25
- Ногайцы (ачикулакские ногайцы, бабаюртовские ногайцы, караногайцы, кипчак (с языком ногайским), кипшак, кубанские ногайцы, кумские ногайцы, кыпчак (с языком ногайским), ногай, сулакские ногайцы, карагаши, астраханские ногайцы, кундровцы, ногай-карагаш, ногайцы-карагаши) — 103 660
  - Карагаши (астраханские ногайцы, кундровцы, ногай-карагаш, ногайцы-карагаши) — 16
- Норвежцы — в категории «другие национальности» — 98

## О
- Орочи (нани, ороч, орочён (с языком орочским), орочисэл) — 596
- Осетины (аланы, туалаг, туальцы, осетины-дигорцы, дигор, дигорон, дигорцы, осетины-иронцы, ирон, иронцы, кудайраг, кударцы) — 528 515
  - Осетины-дигорцы (дигор, дигорон, дигорцы) — 223
  - Осетины-иронцы (ирон, иронцы, кудайраг, кударцы) — 48

## П
- Пакистанцы (балоч, балуч, белуджи, белуч, мухаджиры, панджабцы, пенджабцы, синдхи, урду) — 507
- Памирцы (бадахшанцы, баджавидж, баджуведж, баджувидж, баджувцы, баджуйцы, бартангидж, бартангцы, ваханцы, вахи, згамик, ишкашимцы, ишкошими, рухни, рушанцы, рушони, хугни, хунуни, хуфцы, шугнанцы, шугни, язгулемцы) — 363
- Панамцы — в категории «другие национальности» — 15
- Парагвайцы — в категории «другие национальности» — 4
- Персы (иранцы, мавры, парс, парси, фарс) — 3696
- Перуанцы — в категории «другие национальности» — 180
- Полинезийцы — в категории «другие национальности» — 7
- Поляки (поляци) — 47 125
- Португальцы — в категории «другие национальности» — 100
- Пуэрториканцы — в категории «другие национальности» — 16

## Р
- Россияне (афророссияне) — в категории «другие национальности» — 13 357
- Руандийцы (хуту) — в категории «другие национальности» — 48
- Румыны (ромынь) — 3201
- Русины (бойки, буковинцы, верховинцы, гуцулы, карпатороссы, лемки, подкарпатские русины, покутяне, русини, руснаки, русняки, рутены, хайнали) — 225
- Русские (буртасы, ведо-россы, ведороссы, ведруссы, великороссы, горюны, горяне, гураны, духоборцы, духоборы, дырники, егуны, затундренные крестьяне, индигирцы, индигирщики, каменщики, карымы, кацапы, кержаки, киржаки, койимские, колымские, колымчане, красноверцы, красноверы, кударинские, кулугуры, ленские старожилы, липоване, луча, мамоны, мезенцы, молокане, нууча, обские старожилы, пашенные, походчане, русско-устьинцы, русскоустьинцы, семейские, сибиряки, скобари, смоляки, староверы, старожилы, субботники, тудовляне, тютнярцы, чалдоны, челдоны, чунари, ягуны, якутяне, ямские, казаки, русские казаки, поморы, важане, канинские поморы, русские поморы, усть-цилемы) — 111 016 896
  - Казаки (русские казаки) — 67 573
  - Поморы (важане, канинские поморы, русские поморы, усть-цилемы) — 3113
- Рутульцы (ихрекцы, катрухцы, мегьебор, мых абдыр, мюхадар, рутул, хинатбы, хновцы) — 35 240

## С
- Саамы (лопари, саами, саммъ, саммьленч, таррьй саммь) — 1771
- Сальвадорцы — в категории «другие национальности» — 3
- Сантомийцы — в категории «другие национальности» — 1
- Селькупы (остяки (с языком селькупским), сöлькуп, суссе кум, чумыль-куп, шелькуп, шешкум) — 3649
- Сенегальцы (волофы) — в категории «другие национальности» — 47
- Сербы (серп, срб, срп) — 3510
- Сибо (сибо маньчжу, сибэ) — в категории «другие национальности» — 1
- Словаки — 324
- Словенцы (славянцы, словинцы) — 1008
- Сойоты (иркит (с языком бурятским), иркит (с языком сойотским), онхот, соёд, сойыт, хаазуут) — 3608
- Сомалийцы (саб, сомали) — в категории «другие национальности» — 38
- Среднеазиатские евреи (бани исроил, бухарские евреи, бухарцы (с языком таджикским), дживут бухари, джугут, джухут иври, джухути бухори, иври, исроэл, яхуди, яхуди бухорои, яхудои махали) — 32
- Суданцы (нубийцы, хартумцы) — в категории «другие национальности» — 117
- Суринамцы — в категории «другие национальности» —
- Сьерралеонцы — в категории «другие национальности» — 5

## Т
- Табасараны (кабган, табасаран, табасаранцы) — 146 360
- Таджики (тоджик, ягнобцы) — 200 303
- Тазы (та-дзы, удэ (с языком китайским или русским) — 274
- Таиландцы (бангкогцы, тайцы) — в категории «другие национальности» — 159
- Талыши (талышон, толыш) — 2529
- Танзанийцы (занзибарцы, суахили) — в категории «другие национальности» — 104
- Татары (башкиро-татары (с языком татарским), башкирские татары, бигер, казанлы, казанские татары, караинские татары, каринские татары, касимовские татары, кестымлар, нократлы, нократские татары, нукратские татары, нухратские татары, татар, татарлар, татаро-башкиры, тептер, тептери, тептяри, тептяри-татары, типтяр, чепецкие татары, астраханские татары, алабугатские татары, кряшены, крещенцы, крещёные, крещёные татары, крещёны, кряшены-русские, кряшены-татары, мишари, мещеряки, мижер, мишары, мишэр, сибирские татары, бараба, барабинцы, бохарлы, бухарцы, заболотные татары, калмаки, курдакско-саргатские татары, параба, сибир, сибир татарлар, сибирь, сибэр, тарлик, тарские татары, тевризские татары, тоболик, тобольские татары, тураминцы, тюменско-тюринские татары, чаты, эуштинцы, ясколбинские татары, яушта) — 5 310 649
  - Астраханские татары (алабугатские татары) — 7
  - Кряшены (крещенцы, крещёные, крещёные татары, крещёны, кряшены-русские, кряшены-татары) — 34 822
  - Мишари (мещеряки, мижер, мишары, мишэр) — 786
  - Сибирские татары (бараба, барабинцы, бохарлы, бухарцы, заболотные татары, калмаки, курдакско-саргатские татары, параба, сибир, сибир татарлар, сибирь, сибэр, тарлик, тарские татары, тевризские татары, тоболик, тобольские татары, тураминцы, тюменско-тюринские татары, чаты, эуштинцы, ясколбинские татары, яушта) — 6779
- Таты (парси (с языком татским), тат, тати, таты-азербайджанцы, таты-мусульмане) — 1585
- Телеуты (байаттар, пайтаттар, пачаттар, тадар (с языком телеутским), тадар-кижи (с языком телеутским), тадарлар (с языком телеутским), татадар-кижилери, теленет, теленеттер) — 2643
- Тоголезцы — в категории «другие национальности» — 7
- Тонганцы — в категории «другие национальности» — 1
- Тофалары (карагасы, тофа) — 762
- Тувинцы (сойон (с языком тувинским), сойоны (с языком тувинским), сойоты (с языком тувинским), тува, тыва-кижи, тувинцы-тоджинцы, тоджинцы, туга, туха, тыва) — 263 934
  - Тувинцы-тоджинцы (тоджинцы, туга, туха) — 1858
- Турки (османы, сухумцы, турки-батумцы, турки-османы, турки-сухумцы, тюрк (с языком турецким) — 105 058
- Турки-месхетинцы (ахалцихские турки, ахыска, месхетинцы, месхи, турки-ахыска, турки-хемшилы) — 4825
- Туркмены (трухмены, трухмяне, тюрк (с языком туркменским) — 36 885
- Тюрки (тюрк, тюрка) — в категории «другие национальности» — 124

## У
- Угандийцы — в категории «другие национальности» — 25
- Удины (уди, ути) — 4267
- Удмурты (ары, вотяки, вудмурт, одморт, одмурт, окморт, слободские удмурты, удморт, укморт, урморт, уртморт) — 552 299
- Удэгейцы (кимонко, кьякала, кялундзига, ламунка, пионка, удэ, удэхе, удэхейцы, уцзи) — 1496
- Узбеки (кипчак, конграт, кунграт, кыпчак, озбак, озбек, сарты, тюрк (с языком узбекским) — 289 862
- Уйгуры (илийцы, кашгарцы, таранчи) — 3696
- Уйльта (орок, ороки, ороч (с языком уйльта), орочён, ульта, ульча (с языком уйльта) — 295
- Украинцы (казаки (с языком украинским), малороссийцы, малороссы, украинцы) — 1 927 988
- Ульчи (мангуны, нани (с языком ульчским), ульча) — 2765
- Уругвайцы — в категории «другие национальности» — 19

## Ф
- Фиджийцы — в категории «другие национальности» —
- Филиппинцы — в категории «другие национальности» — 111
- Финны (суомалайсет, суоми, финны-ингерманландцы, ингерманландцы, инкерилайнен, савакот, эвримейсет) — 20 267
  - Финны-ингерманландцы (ингерманландцы, инкерилайнен, савакот, эвримейсет) — 441
- Французы (антильцы, бретонцы, гваделупцы, корсиканцы, нантцы) — 1475

## Х
- Хакасы (аринцы, бельтиры, камляр, качинцы, койбалы, кызыл, кызыльцы, сагай, сагайцы, тадар (с языком хакасским), тадар-кижи (с языком хакасским), хаас, хааш, хойбал, хызыл) — 72959
- Ханты (кантага ях, остяки (с языком хантыйским), хандэ, ханти, хантых, хантэ) — 30 943
- Хемшилы (хамшецы, хемшильцы, хемшинли, хемшины, хомшетси, хомшеци, хопа-хемшины) — 2047
- Хорваты (кроаты, хрвати) — 304

## Ц
- Цахуры (йыхбы, цахурцы) — 12 769
- Центральноафриканцы — в категории «другие национальности» —
- Цыгане (дом, ром, рома, синти, сэрвы, фараоны) — 204 958
- Цыгане среднеазиатские (гурбат, джуги, люли, мазанг, мугат, мультони, тавоктарош) — 49

## Ч
- Чадцы (хауса) — в категории «другие национальности» — 73
- Черкесы (адыге (с языком черкесским), адыги (с языком черкесским), адыгэ (с языком черкесским), бесленеевцы, бесленеи, бесленей, убыхи) — 73 184
- Черногорцы — 181
- Чехи (мораване) — 1898
- Чеченцы (бенойцы, вайнахи, гехинцы, ичкерийцы, мелхи, нахчо, нохчий, нохчо, орстхоевцы (с языком чеченским), орстхой, орстхойцы (с языком чеченским), чеченцы-аккинцы, акинцы, аккий, аккинцы, аккой, аккхий, ауховцы, чеченцы-акинцы, экинцы) — 1 431 360
  - Чеченцы-аккинцы (акинцы, аккий, аккинцы, аккой, аккхий, ауховцы, чеченцы-акинцы, экинцы) — 76
- Чилийцы — в категории «другие национальности» — 68
- Чуванцы (атали, марковцы, этели) — 1002
- Чуваши (анат енчи, анатри, буртасы (с языком чувашским), вирьял, мижер (с языком чувашским), мижерь, сувары, хирти, чаваш) — 1 435 872
- Чукчи (анкалын, анкальын, луораветлан, лыгъоравэтлъан, лыгъоравэтлят, чаучу) — 15 908
- Чулымцы (карагасы томские, чулымские татары, чулымские тюрки) — 355

## Ш
- Шапсуги (адыге (с языком шапсугским), адыги (с языком шапсугским), адыгэ (с языком шапсугским), шапсыг) — 3882
- Шведы — в категории «другие национальности» — 264
- Швейцарцы (германошвейцарцы, италошвейцарцы, франкошвейцарцы) — в категории «другие национальности» — 93
- Шорцы (тадар (с языком шорским), тадар-кижи (с языком шорским), шор, шор-кижи) — 12 888

## Э
- Эвенки (илэ, манегры, мурчен, орочён (с языком эвенкийским), тангус, тонгус, тунгус, тунгусы, эвенк) — 38 396
- Эвены (илкан, ламут, ламут-наматкан, мэнэ, наматкан, овен, овон, ороч (с языком эвенским), орочель, орочёл, орочён (с языком эвенским), тунгус (с языком эвенским), тунгусы (с языком эвенским), тургэхал, ывын, эбэн, эвен, эвон, эвын, эвэн, эвэс) — 21 830
- Эквадорцы — в категории «другие национальности» — 164
- Экваторианцы — в категории «другие национальности» — 3
- Энцы (маду, могади, пэ-бай, сомату, эньчо, энэтэ) — 227
- Эритрейцы — в категории «другие национальности» — 8
- Эскимосы (имак’лъит, йупигыт, навукагмит, сиренигмит, сыгыныгмит, уназигмит, юпагыт, юпигыт, юпит) — 1738
- Эстонцы (чухонцы, эсты, ээсти, ээстилане, сету, полуверцы, православные эстонцы, сето, эстонцы-сету) — 17 875
  - Сету (полуверцы, православные эстонцы, сето, эстонцы-сету) — 214
- Эфиопы (абиссинцы, амхара, оромо, тигре, харари, хаса) — в категории «другие национальности» — 285

## Ю
- Югославы — в категории «другие национальности» — 257
- Южноафриканцы (зулусы) — в категории «другие национальности» — 60
- Юкагиры (алаи, ваду, деткиль, одул, омоки, хангайцы) — 1603

## Я
- Якуты (саха) — 478 085
- Ямайцы — в категории «другие национальности» — 9
- Японцы (нихондзин) — 888

## Другие
- другие национальности — 66 938 (в основном списке); 17 509 (в расширенном перечне)